# شهرستان دووانسکی
شهرستان دووانسکی (به لاتین: Duvansky District) یک شهرستان در روسیه است که در باشقیرستان واقع شده‌است.